# Ribeira da Vida
A Ribeira da Vida é um curso de água português localizado na costa Sul da ilha de São Miguel, concelho de Vila Franca do Campo,  arquipélago dos Açores.
Este curso de água drena uma área geográfica com início a cerca de 680 metros de altitude nas proximidades do Pico de El-Rei. Vai desaguar no Oceano Atlântico, na costa sul da ilha na localidade de Ponta Garça.